# Baba (déesse)
Pour les articles homonymes, voir Baba.
Baba (en tchèque Zlatá Baba, « Baba la dorée », en polonais Złota Baba, « id. ») est une déesse de la mythologie slave. Elle est mentionnée dans Histoire des pays septentrionaux écrite par Olaus le Grand en 1556. Il y décrit un Zlotababa qui est une statue.
"Mechovite, l'historien sus dit, raconte qu'aux frontières de Moscovie et de Lituanie, il y a une statue sur le grand chemin publique appelé dans le langage du pays Zlotababa, c'est-à-dire, vieille dorée, à laquelle il n'y a passant qui ne fasse quelque présent, ne dut-il pas être de la valeur d'une petite épingle, autrement penseraient-ils qu'en leur chemin il leur pourrait arriver quelque désastre ou mésaventure."

En Bulgarie, c’est l’une des trois Nornes. Elle est sans doute étroitement liée à la Baba Yaga du folklore slave.